# Собрание приказчиков
Собрание приказчиков (Пушкинский театр) — общественное здание во Владивостоке. Построено в 1907—1908 годах. Автор проекта — архитектор Павел Вагнер. Историческое здание по адресу Пушкинская улица, 27 сегодня является объектом культурного наследия Российской Федерации.

## История
Общественное здание, известное до революции как Собрание приказчиков или Пушкинский театр, было построено в 1907—1908 годах по проекту архитектора Павла Вагнера. В здании располагалась библиотека в десять тысяч томов, бильярдная, устраивались культурные вечера, были открыты клубы по интересам и театральный зал с подсобными помещениями, ряд гостиных. На сцене театра ставились любительские спектакли. В Собрании проводились благотворительные концерты. Нередко на сцене выступали актёры, певцы и целые коллективы.
В предреволюционные годы Собрание стало местом сбора подпольных марксистских кружков, одним из которых руководил Лев Карахан, впоследствии известный советский дипломат и государственный деятель. С началом революции театр стал одним из многочисленных центров проведения митингов и собраний. 31 июня 1918 года в здании проходила общегородская конференция профсоюзов, на которой присутствовали 2 тыс. человек. После изгнания из города интервентов и установления советской власти здание Пушкинского театра перешло в ведение Союза совторгслужащих. 
11 апреля 1923 года в здании Собрания начала деятельность показательная школа по ликвидации неграмотности. 6 октября 1923 года в помещении бывшего театра открылся клуб совработников им. Воровского. В 1927 году в здании театра выступал перед общественностью известный популярный исследователь Руаль Амундсен. С середины 1932 до конца 1933 года в здании располагался Дом Красной армии и флота. С января 1934 года здание было передано клубу водников, позже преобразованному в Дом культуры моряков.         
В разные годы на сцене Пушкинского театра выступали Комиссаржевская, Вертинский, Высоцкий. Сегодня Собрание приказчиков является частью Творческого студенческого центра ДВФУ.

## Архитектура
Здание трёхэтажное кирпичное под штукатурку, прямоугольное в плане. Отдельные детали фасада облицованы глазурованной плиткой. В пластической разработке фасадов использованы мотивы и архитектурные детали модерна и поздней готики. Стены расчленены по вертикали пилястрами, прорезающими карниз и заканчивающимися декоративными пинаклями с шатровыми крышами. Узкие окна-бойницы второго и третьего этажа разделены полуколоннами и объединены общим сандриком. Вход в здание смещён асимметрично к его западному торцу и акцентирован готическим ступенчатым полуфронтоном с четырёхскатной шатровой крышей.   